# Kunwargaon
Kunwargaon es un pueblo y nagar Panchayat situado en el distrito de Badaun en el estado de Uttar Pradesh (India). Su población es de 8053 habitantes (2011). 

## Demografía
Según el  censo de 2011 la población de Kunwargaon era de 8053 habitantes, de los cuales 4320 eran hombres y 3733 eran mujeres. Kunwargaon tiene una tasa media de alfabetización del 46%, inferior a la media nacional del 59,5%: la alfabetización masculina es del 56%, y la alfabetización femenina del 35%.